# یواس‌اس بولاک (ای‌کی-۱۶۵)
یواس‌اس بولاک (ای‌کی-۱۶۵) (به انگلیسی: USS Bullock (AK-165)) یک کشتی بود که طول آن ۳۸۸ فوت ۸ اینچ (۱۱۸٫۴۷ متر) بود. این کشتی در سال ۱۹۴۴ ساخته شد.